# Jan Augustyniak

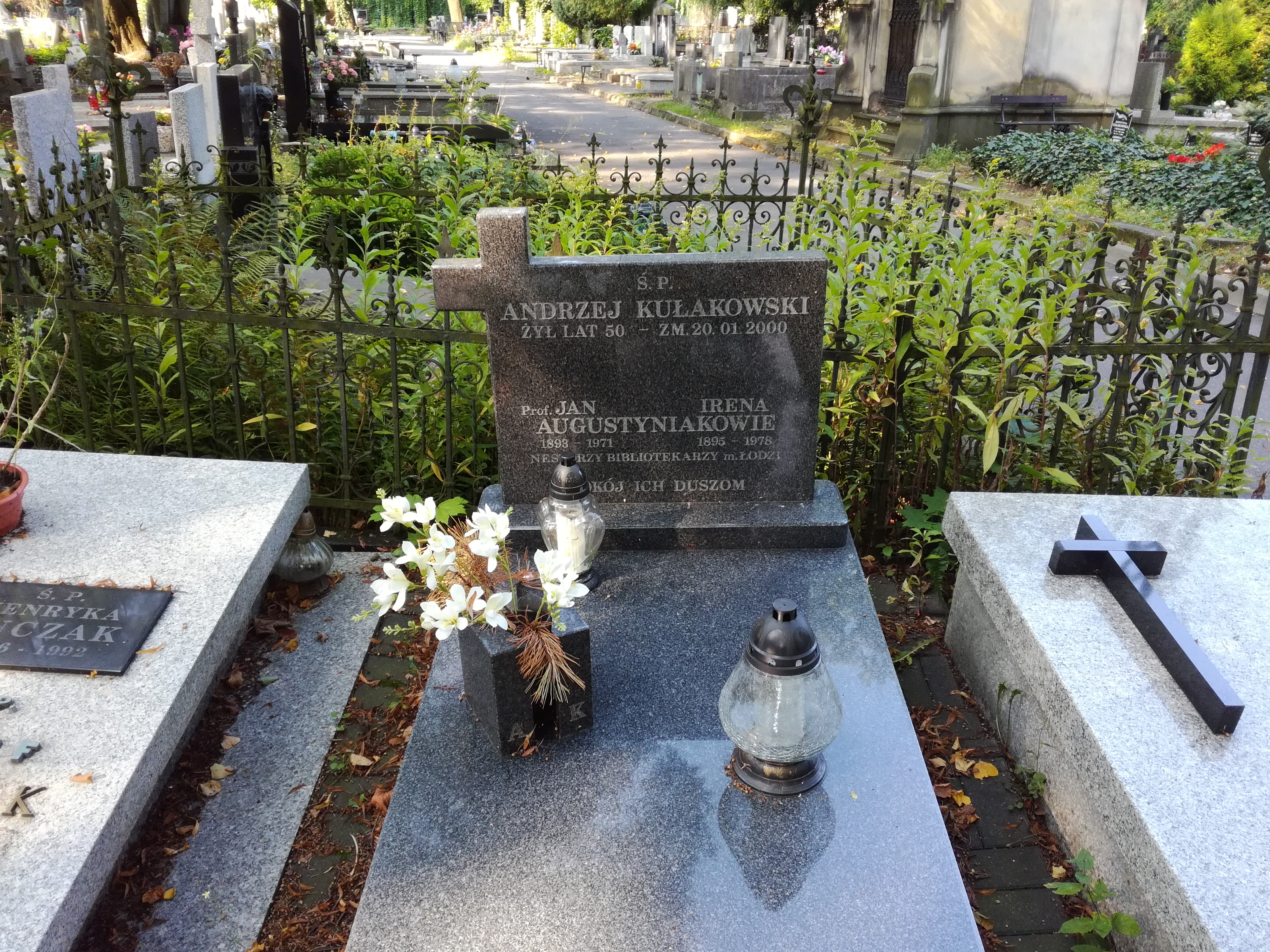
Grób Jana i Ireny Augustyniaków na Starym Cmentarzu w Łodzi

Jan Augustyniak pseudonim Konrad (ur. 26 maja 1893 w Chwalęcicach, zm. 17 stycznia 1971 w Łodzi) – bibliotekarz, działacz społeczny i oświatowy, profesor nadzwyczajny Uniwersytetu Łódzkiego.

## Życiorys
Jan Augustyniak był synem Ignacego i Józefy Augustyniaków. Jego ojciec był wiejskim cieślą. W 1898 rodzina przeniosła się do Łodzi, gdzie Ignacy Augustyniak podjął pracę w Widzewskiej Manufakturze. Jan Augustyniak w młodości związał się z Polską Partią Socjalistyczną, w ramach której w czasie rewolucji 1905 roku działał jako łącznik – w tornistrze szkolnym przenosił materiały wybuchowe, broń, dokumenty, a także nielegalne ulotki, broszury i pisma partyjne. Po ukończeniu szkoły elementarnej pracował w Widzewskiej Manufakturze jako uczeń fabryczny i następnie jako przyuczony robotnik, a następnie jako oficjalista.
Od 1912 trenował gimnastykę w TMRF Widzew. W 1916 ukończył szkołę średnią handlową, a następnie pedagogiczne kursy, dzięki czemu uzyskał świadectwo nauczyciela ludowego. Jednocześnie działał w Robotniczym Towarzystwie Oświatowym „Naprzód”, działającym pod auspicjami PPS, oraz był współorganizatorem, wraz ze swoją przyszłą żoną – Ireną Mruk (późn. Ireną Augustyniak), Biblioteki i Wypożyczalni Książek im. dra Klemensa Lipińskiego. Społecznie prowadził Bibliotekę Kursów Pedagogicznych w Łodzi oraz wraz z Henrykiem Ochędalskim organizował na terenach wiejskich ruchome biblioteczki i kursy dla analfabetów.
W 1917 wygrał konkurs Towarzystwa Biblioteki Publicznej w Łodzi na stanowisko bibliotekarza oraz ukończył szkolenie zawodowe w Bibliotece Publicznej w Warszawie, pod kierunkiem Faustyna Czerwijowskiego, co pozwoliło mu na organizację i otworzenie 11 października 1917 pierwszej biblioteki publicznej w Łodzi, której został kierownikiem.
W 1921 przedstawił miejskim urzędnikom pomysł na utworzenie wzorcowej sieci bibliotek. W 1922 przyczynił się do przejęcia biblioteki Towarzystwa Biblioteki Publicznej przez miasto i zainaugurował tworzenie sieci miejskiej, jednocześnie tworząc jedne z pierwszych w Polsce oddziały biblioteczne dla dzieci i młodzieży. Dzięki jego działalności 1 stycznia 1922 została uruchomiona przy ul. Andrzeja 14 (ul. Andrzeja Struga 14) pierwsza biblioteka publiczna w Łodzi prowadzona pod auspicjami Urzędu Miasta Łodzi. W 1922 działał jako członek komitetu organizacyjnego Robotniczego Towarzystwa Sportowego Widzew.
W latach 1924–1927 uczył się w Wyższej Szkole Nauk Społecznych i Politycznych. W 1936 zainicjował budowę nowego gmachu biblioteki przy ul. Gdańskiej 102 (obecnie Wojewódzka Biblioteka Publiczna im. Marszałka Józefa Piłsudskiego w Łodzi), który ukończono w 1938. W 1939 sieć zarządzanych przez niego bibliotek obejmowała 10 filii. Jednocześnie oprócz działań na rzecz rozwoju sieci bibliotek w Łodzi, Augustyniak był zaangażowany w działalność Towarzystwa Krzewienia Oświaty i Związku Bibliotekarzy Polskich, zakładając w Łodzi pierwsze w Polsce, koło ZBP, w którym był sekretarzem do 1926 i przewodniczącym do 1939. W ramach działalności w kole zajmował się również kursami, odczytami, a także publikował opracowania na temat działalności łódzkich bibliotek.
Podczas II wojny światowej biblioteki zaprzestały działalności, a Augustyniak został przesiedlony do Krakowa. Tam działał w Armii Krajowej pod pseudonimem „Konrad”. Do Łodzi wrócił w lutym 1945 obejmując stanowisko dyrektora w Miejskiej Biblioteki Publicznej w Łodzi. Kierował wówczas pracami związanymi z porządkowaniem, dokumentacją, udostępnianiem ocalałych zbiorów i reaktywacją sieci bibliotek. Przyczynił się do otwarcia 51 filii bibliotek.
W 1952 ukończył studia prawnicze na Wydziale Prawa Uniwersytetu Łódzkiego. W 1956 uzyskał tytuł profesora nadzwyczajnego, a w 1964 przeszedł na emeryturę. Do 1968 działał jako przewodniczący Koła Stowarzyszenia Bibliotekarzy Polskich. Ponadto do 1971 był kierownikiem Punktu Konsultacyjnego Państwowego Ośrodka Kształcenia Korespondencyjnego Bibliotekarzy przy Miejskiej Biblioteki Publicznej w Łodzi.
Był Członkiem Honorowym Stowarzyszenia Bibliotekarzy Polskich.
Został pochowany na Starym Cmentarzu w Łodzi.

## Upamiętnienie
- Przy ul. W. Wróblewskiego 67 w Łodzi znajduje się Zespół Bibliotek im. Jana Augustyniaka[8][7],
- W 1976 na osiedlu Koziny w Łodzi wytyczono ulicę Jana Augustyniaka[9][7],
- W Wojewódzkiej Bibliotece Publicznej im. Marszałka Józefa Piłsudskiego w Łodzi znajduje się popiersie Jana Augustyniaka dłuta rzeźbiarza Mieczysława Lubelskiego[7].

## Publikacje
- Łódzka Biblioteka Publiczna (1929),
- Życie naukowe Łodzi (1934),
- Biblioteka Publiczna w Łodzi: zarys rozwoju i współczesne organizacja (1934),
- Czytelnictwo a zawody (1935),
- Nowoczesne budownictwo biblioteczne, Biblioteka Publiczna – zagadnienia architektoniczne (1935),
- Życie prywatne i kultura robotnika łódzkiego (1936),
- Bibliotekarz pod dopingiem (1945),
- Miejskie Biblioteki Publiczne w Łodzi (1945),
- Biblioteka Publiczna, jej rozwój, istota i potrzeby (1946),
- O stały kontakt szkoły z biblioteką powszechną (1946),
- Propaganda i kolportaż książki (1946),
- Organizacja życia naukowego współczesnej Łodzi (1947),
- W obronie charakteru wielkich bibliotek publicznych (1947),
- Nowy gmach Biblioteki Publicznej w Łodzi (1950),
- Z pola walki o nowego czytelnika (1953),
- Losy książki polskiej (1954),
- O upowszechnianiu książki w Łodzi (1955),
- Łódź u progu XX w. (1955),
- Dziejów biblioteki część nieco starsza (1963)[1].

## Odznaczenia
- Srebrny Krzyż Zasługi[10]
- Złoty Krzyż Zasługi (1949)[11][12],
- Krzyż Kawalerski Orderu Odrodzenia Polski (1955)[13][12],
- Medal 10-lecia Polski Ludowej (1955),
- Odznaka „Zasłużony Działacz Kultury”,
- Honorowa Odznaka Miasta Łodzi,
- Honorowa Odznaka Stowarzyszenia Bibliotekarzy Polskich[12],
- Odznaka pamiątkowa Polskiej Organizacji Wojskowej,
- Krzyż Legionowy[10].